# Cyperus trachysanthos
Cyperus trachysanthos är en halvgräsart som beskrevs av William Jackson Hooker och George Arnott Walker Arnott. Cyperus trachysanthos ingår i släktet papyrusar, och familjen halvgräs.
Artens utbredningsområde är Hawaii. Inga underarter finns listade i Catalogue of Life.

## Bildgalleri

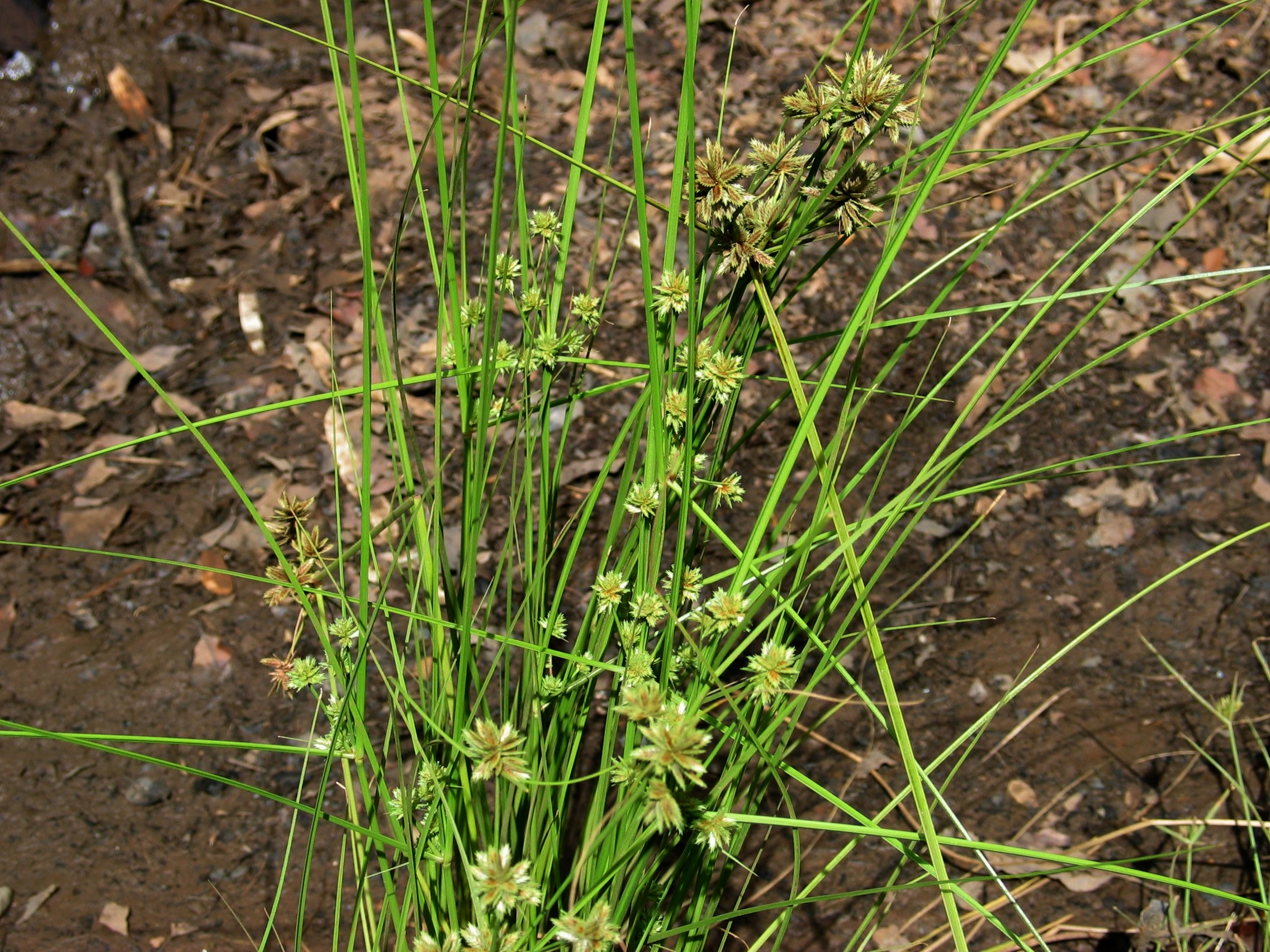
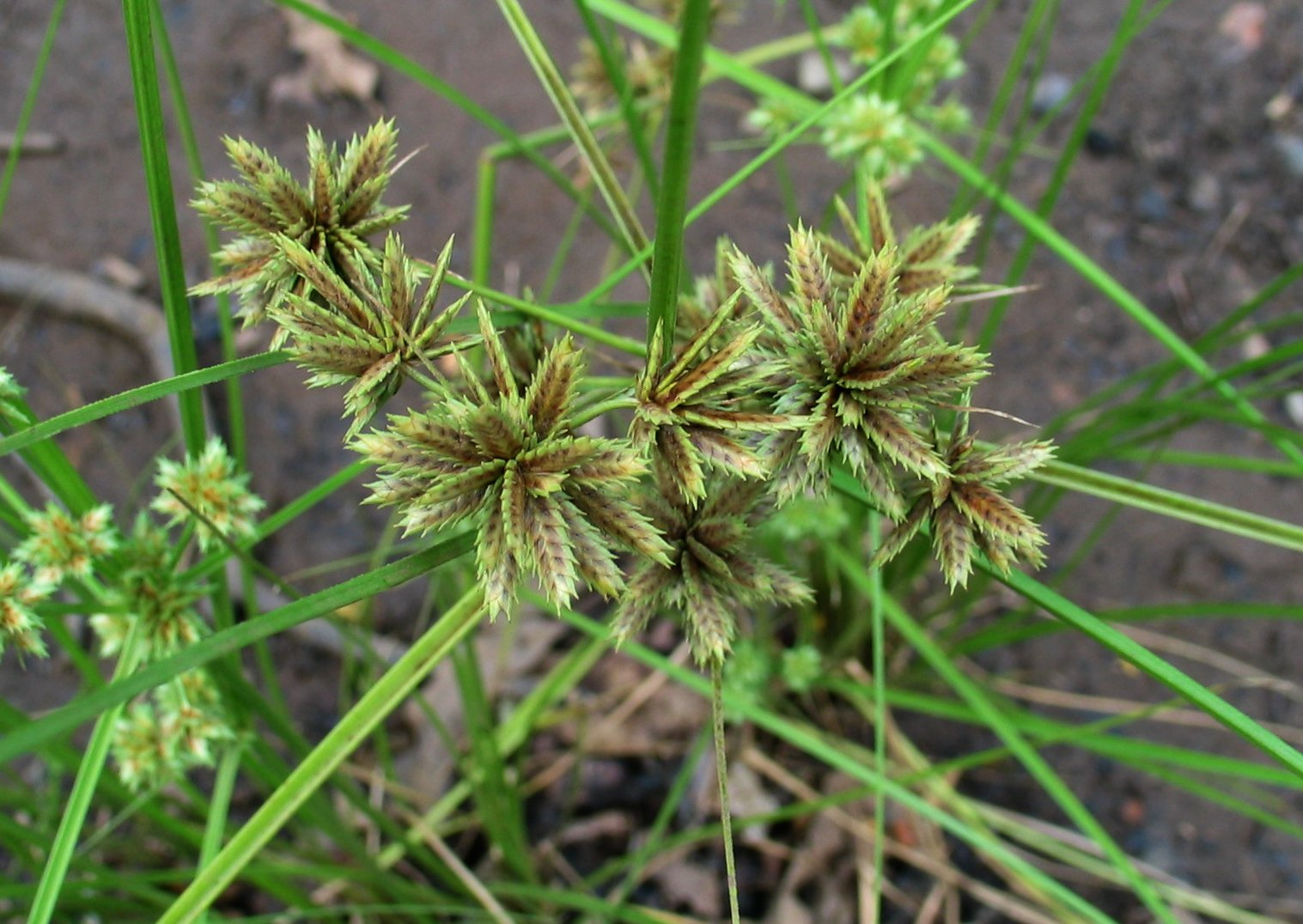
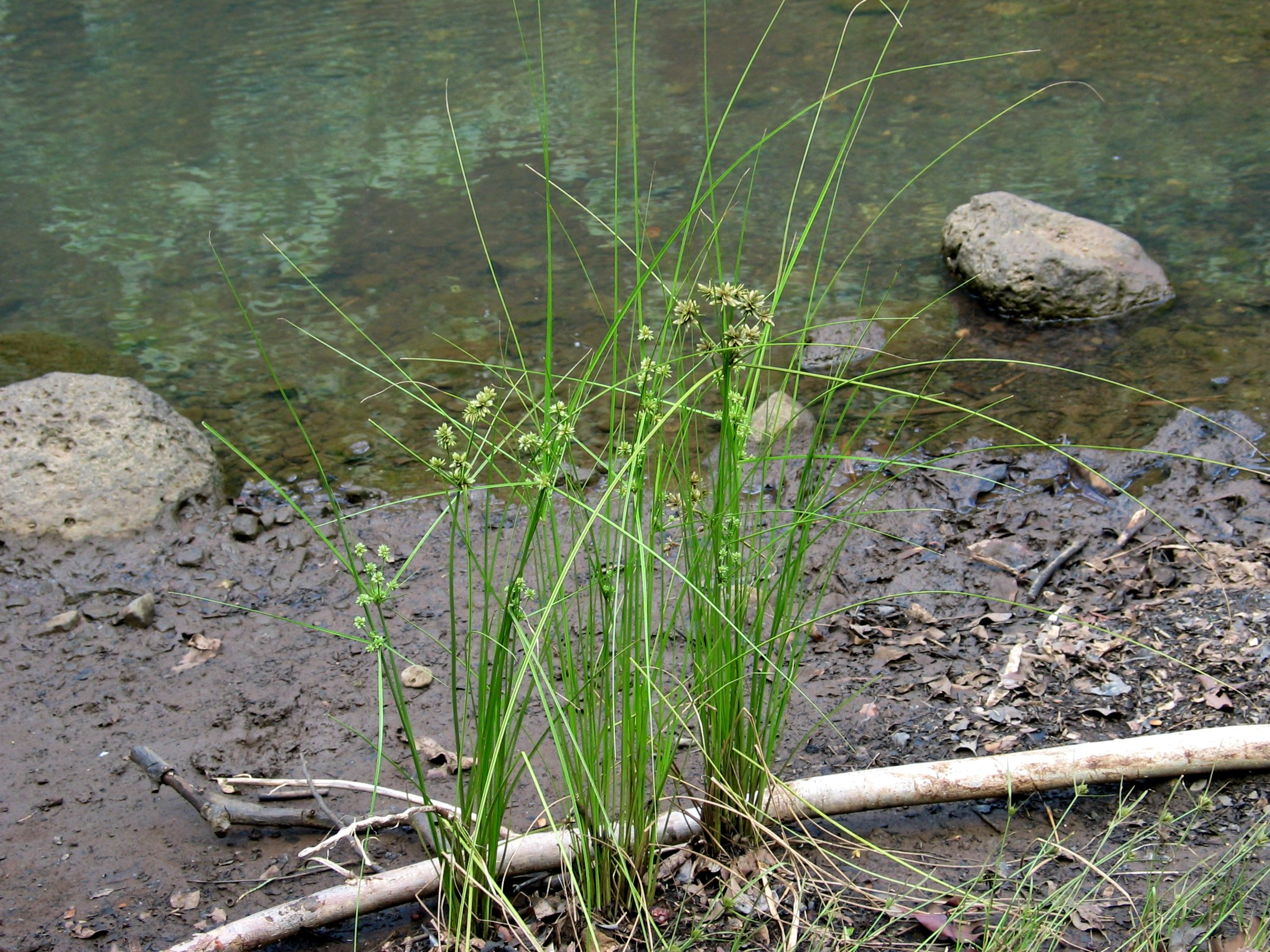
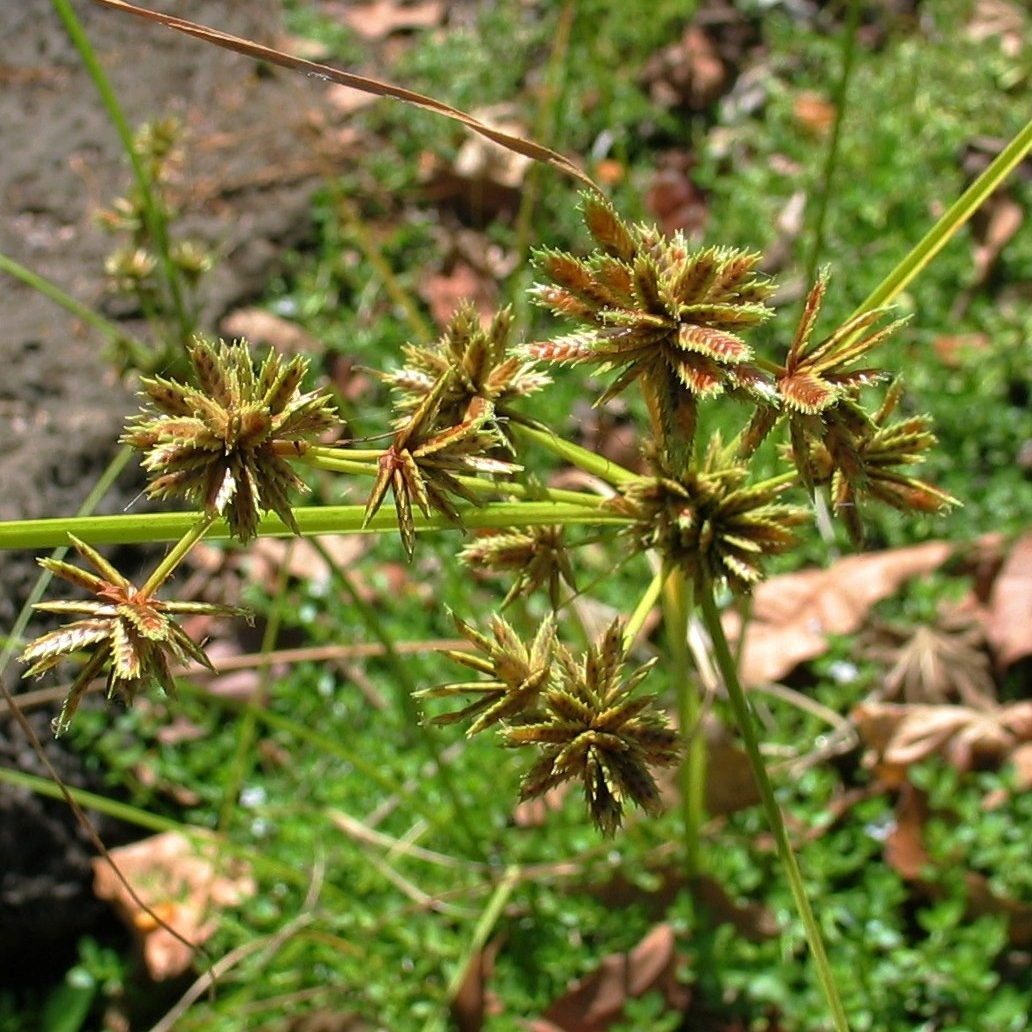